# Bryane Heaberlin
Bryane Somerton Heaberlin (* 2. November 1993 in Saint Petersburg, Florida) ist eine US-amerikanische Fußballtorhüterin.

## Karriere

### Vereine
Heaberlin startete ihre Karriere 2002 bei den Chargers Soccer Club in Clearwater, Florida. Sie spielte anschließend von 2009 bis 2010 bei den Northeast Raiders. Heaberlin spielte 2 Jahre lang neben ihrer Vereinskarriere für die Berkeley Prep Buccaneers, dem Women Soccer Team der Berkeley Preparatory School und eine Spielzeit für die IMG Soccer Academy in Florida.
Während ihres Studiums an der University of North Carolina at Chapel Hill spielte Heaberlin von 2012 bis 2015 für die dortige Universitätsmannschaft der North Carolina Tar Heels. Zur Rückrunde der Saison 2015/16 wechselte sie zum Bundesligisten 1. FFC Turbine Potsdam und debütierte dort am 21. Februar 2016 im Heimspiel gegen den 1. FFC Frankfurt. Am 14. Juli 2017 unterschrieb Haeberlin beim Bundesligarivalen 1. FFC Frankfurt. Dort war sie die Nummer 1 im Tor, bis die deutsche Nationaltorhüterin Merle Frohms zur Saison 2020/2021 verpflichtet wurde. Im Juli 2020 wurde der 1. FFC Frankfurt in den Verein Eintracht Frankfurt integriert und bildet somit die Frauenfußballabteilung des Vereins. Im Frühjahr 2021 wurde bekanntgegeben, dass Verein und Spielerin einvernehmlich den Vertrag vorzeitig beenden.

### Nationalmannschaft
Mit der U-20-Nationalmannschaft der Vereinigten Staaten nahm Heaberlin an der U-20-Weltmeisterschaft 2012 teil, die die USA mit einem 1:0-Finalsieg über die deutsche Auswahl für sich entscheiden konnten. Heaberlin stand im Turnierverlauf bei allen sechs Partien auf dem Platz.

## Erfolge
- 2012: Gewinn der U-20-Weltmeisterschaft